# 5 de febrer
El 5 de febrer és el trenta-sisè dia de l'any del calendari gregorià. Queden 329 dies per finalitzar l'any i 330 en els anys de traspàs.

## Esdeveniments
Països Catalans
- 1483 - València: Comença la construcció de la Llotja de la Seda.[1]
- 1714 - Prats de Lluçanès (Osona) i Sant Feliu Sasserra (Bages): les tropes filipistes devasten les viles.
- 1714, la Gleva (Les Masies de Voltregà, Osona): Els borbònics fan la Massacre de la Gleva en la que van degollar entre 100 i 120 vilatans durant la Guerra dels catalans.
- 1782 - Menorca: l'exèrcit franco-espanyol ocupa el castell de sant Felip de Menorca després del Setge de Sant Felip en el context de la guerra d'Independència dels Estats Units.
- 1919 - Barcelona: hi comença la vaga de la Canadenca.[2]
- 1946 - Girona: Neix l'Institut d'Estudis Gironins, encara amb el nom castellanitzat.[3]
- 2011 - Camp Nou, Barcelona: comencen les emissions regulars del canal Esport 3

Resta del món
- 62 - Pompeia (l'Imperi Romà): la ciutat és danyada per un greu terratrèmol. Tement l'erupció del volcà Vesuvi, 20.000 habitants deixen les seves llars en una fugida provocada pel pànic.
- 1200 - Comença el regne d'Al-Àdil (Safadí), sultà d'Egipte i germà de Saladí.[4]
- 1819 - Xile i l'Argentina: aquests dos països signen un tractat de col·laboració per contribuir a la independència del Perú.
- 1852 - Sant Petersburg (Rússia): s'hi inaugura el Museu de l'Ermitage.
- 1887 - Milà (Itàlia): s'hi estrena l'òpera Otello, de Giuseppe Verdi.
- 1916 - Zúric: Hugo Ball funda el Cabaret Voltaire, amb finalitats artístiques i polítiques.
- 1917 - Mèxic: s'hi proclama la Constitució de 1917.
- 1919 - Hollywood (EUA): David W. Griffith, Charles Chaplin, Douglas Fairbanks i Mary Pickford funden la United Artists.
- 1956 - Cortina d'Ampezzo (Itàlia): VII Jocs Olímpics d'Hivern.
- 2006 - Detroit: Els Pittsburgh Steelers guanyen la Superbowl contra els Seattle Seahawks.[5]

## Naixements
Països Catalans
- 1854 - Barcelona: Josep Maria Valls i Vicens, advocat i escriptor català.
- 1861 - Prats de Lluçanès: Maria Trulls i Algué, pensadora i escriptora catalana (m. 1933).[6]
- 1863 - Barcelona: Lluís Graner i Arrufí, pintor realista català.
- 1875 - Lleida: Ricard Viñes i Roda, pianista i compositor (m. 1943).
- 1882 - la Selva del Camp: Joan Puig i Ferreter, escriptor i polític català (m. 1956).[7]
- 1899 - Terrassa: Joaquim Ventalló i Vergés, periodista, polític, traductor, poeta i publicista català.
- 1905 - Sabadell: Miquel Carreras i Costajussà, advocat, historiador, arxiver i filòsof sabadellenc.
- 1916 - Llucmajor (Mallorca): Miquel Llompart Roig, ciclista de pista mallorquí.
- 1917 - Sabadell: Joan Argemí i Fontanet, pediatre sabadellenc.
- 1931 - Oliva (País Valencià): Vicente Parra, actor valencià.[8]
- 1935 - Alcoi, l'Alcoià: Amand Blanquer i Ponsoda, compositor i pedagog musical valencià (m. 2005).
- 1956 - Barcelona: Montserrat Colomé i Pujol, ballarina, coreògrafa i mestra de dansa.
- 1959 - Alcoi, l'Alcoià: Francisco González Sarrià, conegut simplement com a Francisco, cantant valencià.
- 1975, Lloret de Mar: Mireia Riera i Casanovas, nedadora catalana, medallista paraolímpica.[9]
- 1981 - Sabadell: Esther Núñez, nedadora catalana, especialitzada en proves de llarga distància i en aigües obertes.

Resta del món
- 1534 - Florència: Giovanni Bardi, militar,acadèmic, escriptor, músic, polític i mecenes, impulsor i animador de la "Camerata Fiorentina"[10]

- 1626 - París, França: Marquesa de Sévigné, escriptora francesa, que elevà les cartes al nivell d'alta literatura (m. 1696).[11]
- 1788 - Lancashire (Anglaterra): Sir Robert Peel, polític anglès, Primer Ministre del Regne Unit (1834 a 1835 i 1841 a 1846((m. 1850).[12]
- 1811 - Freiberg, Alemanya: Julius Becker, compositor i musicògraf.
- 1848 - París, França: Joris-Karl Huysmans, escriptor francès (m. 1907).
- 1893 - Neuilly-Plaisance: Jane Evrard, música, primera directora d'orquestra francesa.[13]
- 1908 - 
  - Del Rio, Texas: Evelyn Pierce, actriu cinematogràfica estatunidenca.[14]
  - Rotterdam: Marie Baron, nedadora i saltadora neerlandesa (m. 1948).[15]
- 1914 - Banbury, Anglaterra: Alan Lloyd Hodgkin, biofísic anglès, Premi Nobel de Medicina o Fisiologia l'any 1963 (m. 1998).[16]
- 1915 - Nova York, (EUA): Robert Hofstadter, físic estatunidenc, Premi Nobel de Física de l'any 1961 (m. 1990).[17]
- 1919 - Nova York, Estats Units: Red Buttons, actor estatunidenc.
- 1921 - Birkenhead, Cheshire (Anglaterra): Marion Eames, novel·lista i productora de ràdio gal·lesa (m. 2007).[18]
- 1936- Wuxi, Jiangsu (Xina): Wang Xuan, científic i empresari xinès (m. 2006).[19]
- 1939 - Sant Joan Lohitzune (França): Miguel Boyer Salvador, polític i economista espanyol.
- 1940 - Coira, Suïssa: H.R. Giger, artista gràfic i escultor suís (m. 2014).
- 1946 - Sturmer, comtat d'Essex: Charlotte Rampling, actriu britànica.[20]
- 1947 - Southampton: Mary L. Cleave, enginyera i ex-astronauta estatunidenca.[21]
- 1948 - Los Angeles, Califòrnia: Barbara Hershey, actriu i activista estatunidenca.[22]
- 1951 - Castro de Rei, Lugo: Margarita Ledo Andión, periodista i escriptora gallega.[23]
- 1953 - Cabrera (Cundinamarca), Colòmbia: Mono Jojoy guerriller colombià, comandant a cap de les operacions militars i membre del Secretariat de les Forces Armades Revolucionàries de Colòmbia (FARC).
- 1962 - Hollywood, Califòrnia: Jennifer Jason Leigh, actriu estatunidenca.[24]
- 1964 - Kortedala, Goteborg: Helena Bergström, actriu i directora de cinema sueca.[25]
- 1972 - Hobart, Tasmània: Maria Elisabet Donaldson, princesa hereva de Dinamarca, casada amb el príncep hereu Frederic de Dinamarca.[26]
- 1973 - Salamanca: Carme Chaparro Martínez, periodista espanyola.[27]
- 1975 - Rotterdam, Països Baixos: Gio Van Bronckhorst, jugador de futbol del Futbol Club Barcelona.
- 1982 - 
  - Suva, Fiji: Samueli Naulu, jugador de rugbi a 15.
  - Madrid: Laura del Río, exfutbolista espanyola.[28]
- 1985 - Funchal, Portugal: Cristiano Ronaldo dos Santos, futbolista portuguès.
- 1992 - Mogi das Cruzes, São Paulo, Brasil: Neymar Júnior, futbolista brasiler.
- 1996 - Vadstena, Suècia: Stina Blackstenius, davantera de futbol internacional per Suècia i subcampiona olímpica a Río 2016.[29]

## Necrològiques
Països Catalans
- 1787 - València: Josep Berní i Català, jurista, fundador del Col·legi d'Advocats de València (n. 1712).
- 1939 - Perpinyà: Teresa Mañé, coneguda com a Soledad Gustavo, escriptora, mestra i periodista catalana lliurepensadora, referent de l'anarquisme espanyol.[30]
- 1940 - Barcelona, Eliseu Meifrèn i Roig, pintor català.
- 1947 - Buenos Aires, Argentina: Irene Rocas i Romaguera, folklorista amateur, destacada col·laboradora del DCVB (n. 1861).[31]
- 1964 - Barcelona: Ramona Rovira, cupletista al Paral·lel, una de les primeres figures de la seva època (n. 1902).[32]
- 1967 - Barcelona: Maria Àngels Garriga i Martín, pedagoga, mestra i escriptora catalana (n. 1898).
- 1978 - Sant Cugat del Vallès, Josefina Mascareñas Portusach, pianista i pedagoga catalana.
- 1999 - Barcelona: Carmen Kurtz, escriptora catalana en llengua castellana (n. 1911).[33]
- 2001 - Barcelona: Carme Aymerich i Barbany, mestra i pedagoga catalana (n. 1915).
- 2007 - Miramar (la Safor): Joan Pellicer, divulgador de l'etnobotànica valenciana (n. 1947).
- 2015 - Trullars: André Sanac, jugador de rugbi a 15 (n. 1929).
- 2023 - Barcelona: Josep Maria Espinàs i Massip, escriptor, periodista i editor català (n. 1927).

Resta del món
- 1661 - Pequín (Xina): Emperador Shunzhi de la dinastia Qing.[34]

- 1807 - Londres: Morosaglia, Còrsega: Pasquale Paoli, dirigent polític, considerat el pare del nacionalisme cors (n. 1725).
- 1881 - Chelsea (Anglaterra): Thomas Carlyle, assagista, historiador, professor i escriptor satíric escocès (n. 1795).[35]
- 1894 - Belgrad, Regne de Sèrbia: Ksenija Atanasijević, primera dona filòsofa sèrbia i escriptora feminista primerenca.[36]
- 1927 - Vadodara (Índia): Inayat Khan, teòleg i sufí musulman de nacionalitat índia (n. 1882).
- 1934 - Pasadena (Califòrnia, EUA): William Morris Davis, geògraf nord-americà, sovint anomenat el "pare de la geografia americana" (n. 1850).
- 1937 - Göttingen, Baixa Saxònia, Alemanya: Lou Andreas-Salomé, dona de lletres, escriptora i intel·lectual russa (n. 1861).[37]
- 1943: Bellefonte, Pennsilvània: Anna Keichline, arquitecta i inventora americana; primera dona registrada com a arquitecta a Pennsilvània i inventora del "K brick" (n. 1889).[38]
- 1946 - Londres, Anglaterra: George Arliss, actor britànic.
- 1965 - Hollywood (Califòrnia, Estats Units): Irving Bacon, actor estatunidenc.
- 1967 - La Reina (Xile): Violeta Parra, cantautora xilena (n. 1917).
- 1969 - Nova York: Thelma Ritter, actriu estatunidenca (n. 1905).[39]
- 1970 - Amsterdam: Jacoba Surie, aquarel·lista, artista gràfic, dibuixant, litògrafa i pintora neerlandesa (n. 1879).[40]
- 1972 - Nova York: Marianne Moore, poetessa, traductora, crítica i editora americana d'estil modernista (n. 1887).[41]
- 1983 - Silver Spring, Maryland: Margaret Oakley Dayhoff, físicoquímica pionera en el camp de la bioinformàtica (n. 1925).[42]
- 1999 - Sant Petersburg (Rússia): Wassily Leontief, economista guardonat amb el Premi Nobel d'Economia de 1973 (n. 1906)[43]
- 2020 - Beverly Hills, Califòrnia (Estats Units)): Kirk Douglas, actor, director, productor de cinema i empresari estatunidenc (n. 1916)
- 2021 - Weston (Estats Units)ː Christopher Plummer, actor canadenc (n. 1929).[44]

## Festes i commemoracions
- Onomàstica: sants Jacob patriarca; Àgata de Catània, verge i màrtir siciliana; Avit de Viena, bisbe; santa Calamanda, verge i màrtir, patrona de Calaf; Saba el Jove, monjo; beats Joan Morosini, benedictí a Cuixà, Andreu d'Aragó, frare menor.